# Arnbjørn Theodor Hansen
Arnbjørn Theodor Hansen (* 27. Februar 1986 in Eiði) ist ein färöischer Fußballspieler, der fast ausschließlich für den Verein EB/Streymur spielte. Er war auch Nationalmannspieler.

## Fußball

### Vereinskarriere
Hansen spielte bereits seit seiner Jugend bei EB/Streymur. Sein Debüt für die zweite Mannschaft gab er am zweiten Spieltag der Saison 2003 beim 1:0-Auswärtssieg gegen B36 Tórshavn III in der dritten Liga. Hansen erzielte hierbei den Siegtreffer und wurde in der 86. Minute für Leif Niclasen ausgewechselt. In seiner ersten Saison zählte er zu den Stammspielern der zweiten Mannschaft und bestritt als Zweitplatzierter auch die Relegationsspiele um den Aufstieg in die zweite Liga gegen LÍF Leirvík, welche 1:1 und 1:3 endeten, womit das Team in der dritten Liga verblieb. Am 18. Spieltag der Saison 2004 gab er in der ersten Liga sein Debüt beim 0:1 gegen Skála ÍF, als er in der 61. Minute für Fróði Clementsen eingewechselt wurde. Das Jahr darauf absolvierte Hansen nur fünf Spiele für die erste und zweite Mannschaft. Sein Durchbruch erfolgte 2006, wobei er nun zu den Stammspielern der ersten Mannschaft zählte und direkt zum „Nachwuchsspieler des Jahres“ gewählt wurde. Das erste Ligator erzielte er am neunten Spieltag beim 5:0-Auswärtssieg gegen VB/Sumba, als Hansen in der Schlussminute zum Endstand traf. 2007 verpasste er das erste Drittel der Saison aufgrund eines gebrochenen Fußes. In dieser Saison gelang ihm jedoch mit seiner Mannschaft der erste Pokalsieg durch ein 4:3 gegen HB Tórshavn, wobei Hansen das 3:0 erzielte. Ein Jahr später folgte das Double aus Meisterschaft und Pokal. Im Pokalfinale erzielte er zwei Treffer beim 3:2-Sieg gegen B36 Tórshavn, zudem wurde Hansen mit 20 Toren Torschützenkönig der ersten Liga und zum „Spieler der Saison“ gewählt. Seine Mannschaftskollegen in diesem Jahr waren unter anderem Egil á Bø und Mikkjal Thomassen. 2010 wurde Hansen gemeinsam mit Christian Høgni Jacobsen und 22 erzielten Toren erneut Torschützenkönig und es gelang mit EB/Streymur der dritte Pokalsieg in den letzten vier Jahren. Diesmal wurde ÍF Fuglafjørður mit 1:0 besiegt.
Im Spiel um den Supercup gegen den färöischen Meister HB Tórshavn erzielte Hansen beide Tore zum 2:0-Sieg. Ebenfalls zwei Mal traf er in der Neuauflage des Pokalendspiels vom Vorjahr gegen ÍF Fuglafjørður, welches EB/Streymur mit 3:0 gewann. Auch 2012 steuerte Hansen seinen Anteil zum erneuten Erfolg im Supercup bei, als er in der Nachspielzeit den Siegtreffer zum 2:1 gegen Vorjahresmeister B36 Tórshavn erzielte. Zudem konnte erneut die Meisterschaft an der Seite von Egil á Bø und Jónhard Frederiksberg gefeiert werden. Das Pokalfinale wurde jedoch im Elfmeterschießen gegen Víkingur Gøta verloren, Hansen verschoss hierbei den entscheidenden Strafstoß. Auch 2013 unterlag die Mannschaft im Pokalfinale Víkingur Gøta mit 0:2. Im April fiel Hansen mehrere Wochen aufgrund einer Knieverletzung aus und konnte somit nur knapp die Hälfte aller Ligaspiele bestreiten. Nach der Saison 2014 wechselte Hansen zu HB Tórshavn. 2017 kehrte er wieder zur EB/Streymur zurück.
Mit 152 Toren liegt Hansen hinter Klæmint Olsen und Jákup á Borg auf dem dritten Platz der erfolgreichsten Torschützen der ersten färöischen Liga (Stand: Ende 2019).

#### Europapokal
Hansen kommt bisher auf 18 Europapokaleinsätze. Sein Debüt gab er 2007/08 für EB/Streymur in der ersten Qualifikationsrunde des UEFA-Pokals bei der 0:1-Auswärtsniederlage im Hinspiel gegen Myllykosken Pallo -47. Hansen wurde dabei in der 68. Minute gegen Hanus Eliasen ausgewechselt, das Rückspiel endete 1:1. Sein erstes Tor gelang ihm im Hinspiel der zweiten Qualifikationsrunde zur UEFA Europa League zum 1:1-Endstand gegen FK Qarabağ Ağdam. Nach dem 0:0 im Rückspiel schied EB/Streymur aufgrund der Auswärtstorregel aus. In der ersten Qualifikationsrunde zur Champions League 2013/14 gegen FC Lusitanos traf er sowohl im Auswärtsspiel, welches 2:2 endete, als auch beim 5:1-Sieg im Rückspiel. In der zweiten Qualifikationsrunde schied EB/Streymur mit 1:6 und 1:3 gegen Dinamo Tiflis aus.

### Nationalmannschaft
Am 7. Oktober 2006 gab Hansen beim EM-Qualifikationsspiel gegen Litauen gemeinsam mit Vereinskollege Marni Djurhuus sein Debüt in der färöischen Nationalmannschaft, als er in der 90. Minute für Pauli Hansen eingewechselt wurde. Das Spiel in Tórshavn ging mit 0:1 verloren. Sein erstes von drei Länderspieltoren erzielte er am 9. September 2009 in der WM-Qualifikation gegen Litauen in Toftir, als er das 2:1 und somit den Siegtreffer erzielte. Das letzte seiner 18 Spiele absolvierte Hansen am 14. Oktober 2014 bei der 0:1-Niederlage im EM-Qualifikationsspiel gegen Ungarn in Tórshavn.

### Erfolge
- 2× Färöischer Meister: 2008, 2012
- 4× Färöischer Pokalsieger: 2007, 2008, 2010, 2011
- 2× Torschützenkönig der ersten färöischen Liga: 2008, 2010
- 2× Färöischer Supercup-Sieger: 2011, 2012
- 1× Spieler des Jahres: 2008[4]
- 1× Nachwuchsspieler des Jahres: 2006[5]

## Persönliches
Arnbjørn Hansens älterer Bruder Gert Aage (* 1984) spielte von 2003 bis 2014 ebenfalls für EB/Streymur in der ersten Liga.